# Держава Великого Наряду

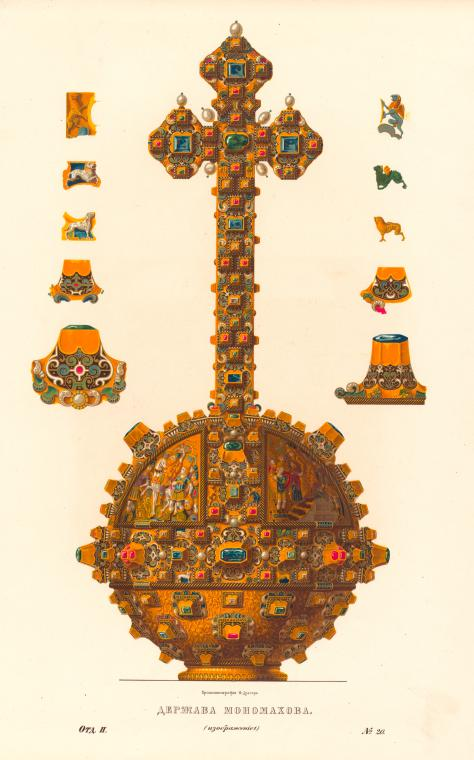
Держава на малюнку Ф. Г. Солнцева, XIX століття

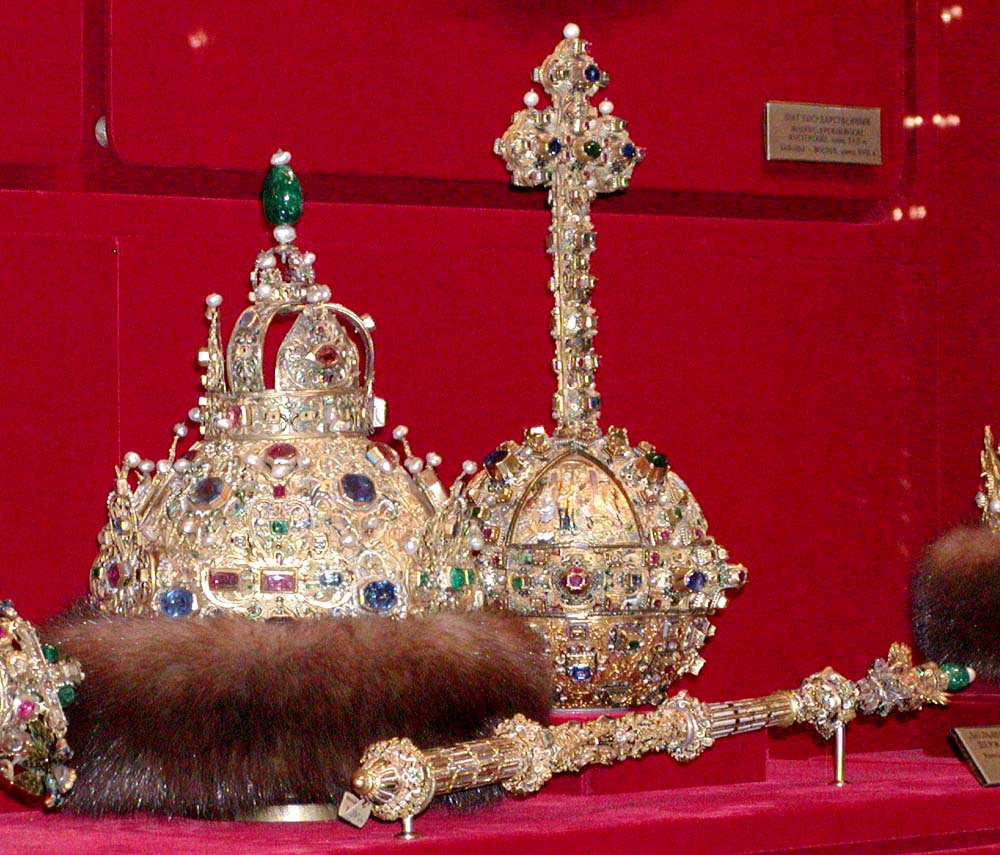
Держава в складі «Великого Наряду» Михайла Федоровича

Держава Великого Наряду або Мономахова — одна з колишніх царських регалій, що зберігається у зібранні Збройової палати Московського кремля. Це найдревніша держава, що збережена у зібранні.

## Історія
До кінця XVI ст. держава — символ земної влади монарха, не була відома в Московії. Її поява серед інших владних атрибутів пов'язана в цьому випадку із західноєвропейською традицією. За царювання Бориса Годунова (1598—1605) з'явився вперше на російських теренах цей атрибут. Згідно з історичними даними, держава була вручена Бориса Годунова патріархом Йовом при вінчанні на царство 1 вересня 1598. Збережена держава належить до саме тих років, що передували Смуті. І саме вона в 1613 увійшла у коронаційне вбрання — «Великий Наряд» нового царя Михайла Федоровича. Звідти походить її назва. Разом із парним до неї скіпетром, вона входила до «Великих Нарядів» наступних царів — Олексія Михайловича та Федіра III Олексійовича.
Коли в 1682 на престолі Московії опинились одразу два царя — названі брати Іван V та Петра I Олексійовичі, то древня держава відійшла старшому — Івану V. Після його смерті вона вже ніколи не використовувалась за прямим призначенням і постійно знаходилась у зібранні Збройової палати.
Її називали у старовинних документах «царским златым державным яблоком, яблоком владомым, яблоком великодержавным».
За легендою, що виникла у першій половині XVIII ст., держава, як і скіпетр, була дарована в XI ст. Володимиру Мономаху разом із вінцем та іншими реліквіями. Звідти її поширена дореволюційна назва — «Мономахова».

## Опис
Походження держави, як і парного до неї скіпетра, достеменно невідоме. Не обов'язково та держава, яка згадана в 1598 р. і є збереженою до нашого часу. Проте, згідно із ювелірною технікою та мотивами емальованих зображень, зовсім невідомих в тогочасній Московії, вони мають західноєвропейське походження. Якщо припустити однієї з гіпотез, згідно з якою ці регалії були надіслані царю Борису в 1604 р. Великим Посольством Рудольфа II, імператора Священної Римської імперії, то тоді скоріш за все їх автором є відомий на той час празький ювелір Жан Вермеєн, який створив для означеного імператора корону (корона Австрійської імперії, 1602).
Держава створена із золота. На кульці поставлений довгий — т. зв. «латинський» хрест. Частина первісних камінців та перлин втрачена, на їх місці пусті гнізда.
У 1643 державу відремонтували із додаванням камінців замість втрачених:
|  | : «… отнесено в Приказ золотово дела Государева большаго наряду яблоко золотое чеканное перекрепить каменье, кои шатаютца, да переправить на яблоках крест для тово, что шатаетца. А в Приказе золотово дела в яблоке каменья, кои шатались, перекреплены, и на яблоке крест переправлен …вверху над яблоком в кресте 18 алмазов не великих, 36 яхонтов червчатых не великих, 10 яхонтов лазоревых, величиною середние, 22 изумруда середних и малых, 21 зерно гурмицкое больших и середних; на верхней половине яблока под крестом 52 яхонта червчатых не великих, 32 алмаза не великих, 15 изумрудов средних и малых, 9 яхонтов лазоревых середних; 30 жемчюжин не великих. В нижней половине яблока 8 алмазов не великих, 4 яхонта червчатых, 4 яхонта лазоревых середних, 16 изумрудов не великих…» |

У верхній півкулі вона має емальовані зображення західноєвропейського типу — старозаповітні сцени з життя царя Давіда: «Помазання Давіда на царство пророком Самуїлом», «Перемога Давида над Голіафом», «Повернення з перемогою», «Гоніння від царя Савла». З чотирьох боків усіх медальйонів є зображення орла, грифа, лева та єдинорога.
Емальовані медальйони рельєфні, вони прикрашені гравіюванням та дорогоцінним камням. Загалом ця держава має в своєму оздобленні 58 діамантів, 89 рубінів і турмалінів, 23 сапфіри, 51 смарагд та 37 великих перлин, окрім втрачених.
По опису 1725 р. оцінена в 1630 рублів.
Висота держави з хрестом 42,4 см.